# آرت (ایندیانا)
آرت (به انگلیسی: Art) یک منطقهٔ مسکونی در ایالات متحده آمریکا است که در شهرستان کلی، ایندیانا واقع شده‌است. آرت ۱۸۵٫۰۲ متر بالاتر از سطح دریا واقع شده‌است.